# Richard Spreu
Richard Spreu (* 3. August 1896 in Bralin, Landkreis Groß Wartenberg; † 24. Dezember 1969 in Fredeburg) war ein deutscher Politiker der NSDAP sowie Landrat der Kreise Habelschwerdt in der Provinz Niederschlesien und Freudenthal im Regierungsbezirk Troppau.

## Leben
Richard Spreu war der Sohn eines Postbeamten. Nach dem Besuch der Volksschulen in Groß Wartenberg, Striegau und Breslau setzte er seine Schulbildung am Breslauer Matthias-Gymnasium fort, das er 1913 mit der mittleren Reife verließ. 1914 trat er in den Dienst der Reichspost, wo er zum Postinspektor aufstieg. Nach Dienstjahren in Neumünster wurde er nach Bad Landeck in  der Grafschaft Glatz versetzt. Für seine Verdienste im Ersten Weltkrieg, in dem er als Nachrichtensoldat diente, wurde er mit dem Schlesischen Adlerorden II. Klasse und dem Frontkämpferkreuz ausgezeichnet. Nach der Rückkehr nach Bad Landeck war er bis 1928 Pressewart des dortigen Stahlhelms. Am 1. Juli 1928 begründete er in Landeck die erste NSDAP-Ortsgruppe der Grafschaft Glatz, ein Jahr später wurde er NS-Stadtverordneter in Landeck, 1930 Kreisleiter des Landkreises Habelschwerdt und 1933 Bürgermeister von Landeck. 1931 nahm er an einem SA-Treffen in Braunschweig teil, 1929, 1933, 1934, 1935 und 1936 besuchte er die Reichsparteitage in Nürnberg. Zudem nahm er an Schulungen und Kreisleitertagungen teil, in denen er sich mit der Parteiarbeit vertraut machte und Verbindungen knüpfen konnte. Am 1. Mai 1937 wurde er Obersturmführer der SA-Standarte 38 in Glatz, 1941 stieg er zum Hauptsturmführer auf, 1943 zum Sturmbannführer.
Bereits am 1. September 1933 wurde Richard Spreu kommissarischer Landrat des Kreises Habelschwerdt, die endgültige Ernennung erfolgte am 1. Mai 1934. Damit bekleidete er in Personalunion alle wichtigen NS-Ämter des Landkreises. Nach dem Tod des Großdechanten Franz Dittert wandte sich Spreu gegen die Ernennung des Glatzer Stadtpfarrers Franz Monse als dessen Nachfolger. 1940/41 beauftragte er einen Mitarbeiter, den Jugendseelsorger der Grafschaft Glatz, Gerhard Hirschfelder, der zugleich Kaplan in Habelschwerdt war, zu beobachten und dessen Predigten mitzuschreiben. 1941 unterschrieb er den Haftbefehl, mit dem Hirschfelder in das Gefängnis in Glatz und schließlich in das KZ Dachau gebracht wurde, wo er 1942 starb.
Am 22. Mai 1944 wurde Richard Spreu als Landrat des Landkreises Freudenthal nach Freudenthal versetzt. Nach Kriegsende kehrte er am 8. Mai 1945 in den Landkreis Habelschwerdt zurück. Drei Tage später wurde er in Kunzendorf an der Biele von der Roten Armee verhaftet. Am 10. Februar 1950 wurde er zunächst in das Speziallager Buchenwald und anschließend in die Justizvollzugsanstalt Waldheim verbracht, wo er am 26. April 1950 zu 20 Jahren Zuchthaus verurteilt wurde. Am 21. April 1954 wurde er in das Speziallager Bautzen verlegt und schon am 12. Juli 1954 aus der Haft entlassen. Kurze Zeit später durfte er nach Dahlhausen in Westfalen ausreisen. Am 24. Dezember 1969 starb er in Bad Fredeburg im Sauerland.